# First (hora)
First je hora vysoká 2 167 m (ve skutečnosti jen zploštěný jihozápadní hřeben Widderfeldgrätli (2632 m n. m.) v kantonu Bern na severu od Grindelwaldu ve Švýcarsku).
Na vrchol je možno vyjet lanovkou nebo pěšky. Horní stanice lanovka se také jmenuje First (2167 m n. m.), odtud je odvozen název pro lanovku Firstbahn. Lanovka je v provozu v létě i v zimě.
Velmi populární je výlet k jezeru Bachalpsee a nadále hoře Faulhorn, která nabízí nádherný výhled na panorama Grindelwaldgletscher (ledovec), hory a Eiger, Mönch a Jungfrau. Další zajímavá procházka je k vrcholu Schwarzhorn, která se nachází 5,6 km východně od Grosse Scheidegg.
Hřeben je oblíbeným výchozím bodem pro paragliding a závěsné kluzáky, stejně tak pro horské túry. V zimě je možno z mezistanice sjet za dobrých sněhových podmínek až do Grindelwaldu.